# Oesch's die Dritten
Oesch's die Dritten è un gruppo svizzero di musica pop, folk e schlager proveniente da Unterlangenegg, nel Canton Berna.

## Storia
Il gruppo è composto dalla coppia Hansueli e Annemarie Oesch insieme ai loro figli, Melanie, Kevin e Mike oltre al fisarmonicista Urs Meier.

## Formazione
- Hansueli Oesch (14/7/1958) - organetto
- Annemarie Oesch (8/2/1963)
- Melanie Oesch (14/12/1987) - voce
- Mike Oesch (14/1/1989) - basso elettrico
- Kevin Oesch (23/10/1990) - chitarra acustica
- Urs Meier (14/11/1980) (2011 - presente) - fisarmonica

## Discografia

### Album
- 1998 - Mit neuem Power (come Trio Oesch e Oesch's die Dritten)
- 2003 - SMS – Schweizer–Music–Sowieso
- 2007 - Jodelzauber
- 2008 - Frech–frisch–jodlerisch
- 2009 - Volksmusik ist international
- 2009 - Winterpracht
- 2011 - Jodel-Time
- 2012 - Unser Regenbogen

### Singoli
- 2007 - Ku-Ku Jodel
- 2008 - Die Jodelsprache